# Актогайский район (Павлодарская область)
Актогайский район (каз. Ақтоғай ауданы) — расположен в северо-западной части Павлодарской области Казахстана.
Административный центр района — село Актогай расположено в 116 км к северо-западу от областного центра, на левом берегу Иртыша. Основано в 1907 году в связи с освоением крестьянами-переселенцами плодородных земель.

## Физико-географическая характеристика

### Географическое положение
Площадь — 9,8 тыс. км² (7,69 % территории области). Занимает по размерам 5 место среди районов области. Актогайский район расположен на юге Западно-Сибирской равнины, на левобережье Иртыша. На севере граничит с Иртышским районом, на юге — с сельскими зонами городов Аксу и Экибастуз, на западе — с Акмолинской и Северо-Казахстанской областями, на востоке — с Теренкольским и Павлодарскими районами по течению реки Иртыш.

### Климат
Климат резко континентальный. Средняя температура января −17°-19 °C, июля — +20°+21 °C. Годовое количество атмосферных осадков — 250—300 мм.

### Рельеф и гидрография
Рельеф территории — равнинный (Иртышская равнина). В недрах разведаны запасы естественных строительных материалов. Полезные ископаемые: поваренная соль, пески, глины.
По территории района протекают реки Иртыш, Селеты, Шидерты, имеются озёра Жалаулы, Тобылгысор, Тайконур, Сасыксор и др. Почвы каштановые, близ озёр — солончаки. В период освоения целинных и залежных земель значительная часть территории района была распахана.

### Флора и фауна
Растительность степная, разнотравно-ковылная; в речных долинах произрастают тополь, клён, ива, таволга. Обитают волк, лисица, заяц, корсак, барсук, суслик, хомяк.

## Население

### Этнический состав
Национальный состав (на начало 2019 года):
- казахи — 9508 чел. (77,58 %)
- русские — 1681 чел. (13,72 %)
- украинцы — 578 чел. (4,72 %)
- немцы — 274 чел. (2,24 %)
- татары — 90 чел. (0,73 %)
- белорусы — 67 чел. (0,55 %)
- другие — 358 чел. (2,92 %)
- Всего — 12 556 чел. (100,00 %)

### Динамика численности
Численность населения в 1999 году — 21,0 тыс. человек, в 2012 году — 14,0 тыс.
Средняя плотность населения 2,15 человек на 1 км² в 1999 году и 1,43 человек на 1 км² в 2012 году.

## История
Образован в 1938 году как Куйбышевский район. Указом Президиума Верховного Совета Казахской ССР от 2 января 1963 года был переименован в Краснокутский район с центром в селе Краснокутск.
4 мая 1993 года Постановлением Президиума Верховного Совета Казахстана Краснокутский район был переименован в Актогайский район. Постановлением Президиума Верховного Совета Республики Казахстан от 7 октября 1993 года село Краснокутск, центр Актогайского района, переименовано в Актогай.

## Административное деление
История административно-территориального деления Актогайского района восходит к 1938 году. Именно в этом году в составе Павлодарской области был образован Куйбышеский район, территория которого в 1963 году полностью вошла в состав вновь образованного Краснокутского района.
На территории района 13 сельских округов (на момент 2023 года на территории района осталось 7 сельских округов):
| Адм. единица                                                       | Численность в 1999 году, чел. | Численность в 2009 году, чел. | По сравнению с 1999 годом |
| ------------------------------------------------------------------ | ----------------------------- | ----------------------------- | ------------------------- |
| Актогайский с.о.                                                   | 4800                          | 4000                          | ↘83,3 %                   |
| Ауельбекский с.о. (Объединён с Караобинским с.о.)                  | 1400                          | 1009                          | ↘72,1 %                   |
| Барлыбайский с.о. (Объединён с Акжольский с.о.)                    | 487                           | 299                           | ↘61,4 %                   |
| Баскамыский с.о. (Объединён с Акжольский с.о.)                     | 669                           | 293                           | ↘43,8 %                   |
| Жалаулинский с.о.                                                  | 1344                          | 880                           | ↘65,5 %                   |
| Жолболдинский с.о.                                                 | 957                           | 547                           | ↘60,3 %                   |
| Караобинский с.о.                                                  | 1852                          | 1015                          | ↘54,8 %                   |
| Кожамжарский с.о.                                                  | 1952                          | 1463                          | ↘75,2 %                   |
| Муткеновский с.о.                                                  | 2836                          | 2190                          | ↘77,2 %                   |
| Приреченский с.о. (Объединён с Актогайским с.о.)                   | 1545                          | 1026                          | ↘66,4 %                   |
| Акжольский с.о. (до 9 ноября 2018 года назывался Разумовский с.о.) | 852                           | 755                           | ↘88,6 %                   |
| Харьковский с.о. (Объединён с Актогайским с.о.)                    | 989                           | 665                           | ↘67,2 %                   |
| Шолаксорский с.о. (Объединён с Жалаулинским с.о.)                  | 731                           | 551                           | ↘75,4 %                   |

## Экономика
Сельскохозяйственная специализация района: молочное животноводство, зерновое хозяйство. Выращивается подсолнечник, выделывается мелкое кожсырьё (овчины).
По территории района проходят автомобильные дороги общего пользования республиканского значения, «Ленинский-Иртышск-Русская Поляна» участок км 43—128 (85 км) и областного значения «Актогай-Шолаксор» участок км 0—164 (164 км).

## Социальная сфера

### Образование и наука
По состоянию на 2012 год в районе насчитываются 2 дошкольные организации.
В 2001—2002 учебном году в районе было 32 общеобразовательные школы (4390 учащихся), в том числе 16 средних школ (3848 учащихся), 7 основных школ (384 учащихся), 9 начальных школ (158 учащихся); из них 16 школ с казахским языком обучения, 2 школы с русским языком обучения и 14 смешанных русско-казахских школ.
В 2012 году в районе насчитывается 30 средних общеобразовательных учреждений, 1 профессиональная школа-лицей.

### Здравоохранение
В районе находится Актогайская центральная районная больница.

### Культура
В с. Жолболды на территории средней школы им. Естая находится бюст Естай Беркимбайулы народного певца, акына, композитора, заслуженного деятеля искусств КазССР, в с. Кожамжар бюст Ж. Тленшина, народного просветителя, датированный 1967 г.
В районе находится Актогайская центральная районная библиотека.
Издавались разные газеты: «Коммунистік еңбек» (с 1939), «Коммунистический труд» (с 1955).